# Ернст IX фон Глайхен-Бланкенхайн
Ернст IX (X) фон Глайхен-Бланкенхайн (на немски: Ernst IX (X) von Gleichen-Blankenhain, † 1461) е граф на Глайхен-Бланкенхайн-Алтенберга в Саксония, Германия.

## Произход
Той е син на граф Хайнрих VII фон Глайхен-Хаймбург († 1415) и съпругата му Катарина фон Бланкенхайн († 1411), дъщеря на Лудвиг фон Бланкенхайн-Танроде († сл. 1411) и Анна фон Шьонбург-Кримихау († сл. 1370). Брат е на Лудвиг I фон Глайхен-Бланкенхайн († 1467) и Хайнрих фон Глайхен-Бланкенхайн († 1463).

## Фамилия
Ернст IX фон Глайхен се жени пр. 1452 г. за Елизабет Витцтум фон Аполда († сл. 1492), дъщеря на Апел II Витцтум фон Аполда и Клара фон Бернвалде. Те имат децата:
- Ернст X/XI (* ок. 1460; † 27 януари 1492), граф на Глайхен-Рембда, женен за фон Ризенбург († сл. 1297)
- Магдалена фон Глайхен-Рембда († 4 май 1492), омъжена за Хайнрих фон Нойхауз (* ок. 1449; † сл. 1478)
- Ервин V († 12 февруари 1497), граф на Глайхен-Рембда, женен 1461 г. за Агнес фон Регенщайн († 1490), дъщеря на граф Улрих VIII (XV) фон Регенщайн

## Галерия
- Замък Глайхен
- Замък Бланкенхайн